# Коулвил (Ајова)
Коулвил (енгл. Coalville) насељено је место без административног статуса у америчкој савезној држави Ајова.

## Демографија
По попису из 2010. године број становника је 610, што је 19 (3,2%) становника више него 2000. године.
| Група             | 2000.       | 2010.       |
| Белци             | 570 (96,4%) | 556 (91,1%) |
| Афроамериканци    | 10 (1,7%)   | 10 (1,6%)   |
| Азијати           | 0 (0,0%)    | 1 (0,2%)    |
| Хиспаноамериканци | 5 (0,8%)    | 19 (3,1%)   |
| Укупно            | 591         | 610         |